# Szafuza
Szafuza (niem. Schaffhausen; gsw. Schafuuse, Schaffuuse, Schafhuuse, Schaffhuuse; fr. Schaffhouse; wł. Sciaffusa; rm. Schaffusa) – miasto i gmina w północnej Szwajcarii nad Renem, położone przy granicy z Niemcami. Stolica kantonu o tej samej nazwie. 1 stycznia 2009 do miasta przyłączono gminę Hemmental.
W mieście swoją siedzibę ma firma informatyczna Acronis.

## Demografia
W Szafuzie mieszka 37 713 osób. W 2021 roku 28,7% populacji gminy stanowiły osoby urodzone poza Szwajcarią. 

## Historia
Szafuza biła własną monetę od 1005 r., gdy została niezależnym państwem-miastem.
Przez pewien okres znajdowała się pod panowaniem Habsburgów, jednak odzyskała niezależność w 1415 r. W 1457 r. zjednoczyła się z Zurychem, a w 1501 r. została pełnoprawnym członkiem Konfederacji Szwajcarskiej. W 1857 r. doprowadzono do Szafuzy kolej. W 1869 roku Amerykanin Florentine Ariosto Jones założył tu fabrykę zegarków IWC.
1 kwietnia 1944 roku miasto ucierpiało z powodu omyłkowego amerykańskiego nalotu 8 Armii Powietrznej, w wyniku którego zginęło 37 osób.

## Transport
Przez teren miasta przebiegają autostrada A4 oraz drogi główne nr 4, nr 13, nr 14, nr 15 i nr 329.
W mieście znajduje się stacja kolejowa Schaffhausen. Do 1966 w mieście działały tramwaje, które zastąpiono trolejbusami.

## Sport
- Kadetten Schaffhausen – klub piłki ręcznej mężczyzn
- FC Schaffhausen – klub piłkarski

## Współpraca
Miejscowości partnerskie:
- Saint-Gilles, Belgia
- Sindelfingen, Niemcy
- Singen (Hohentwiel), Niemcy
- Varaždin, Chorwacja

## Przypisy

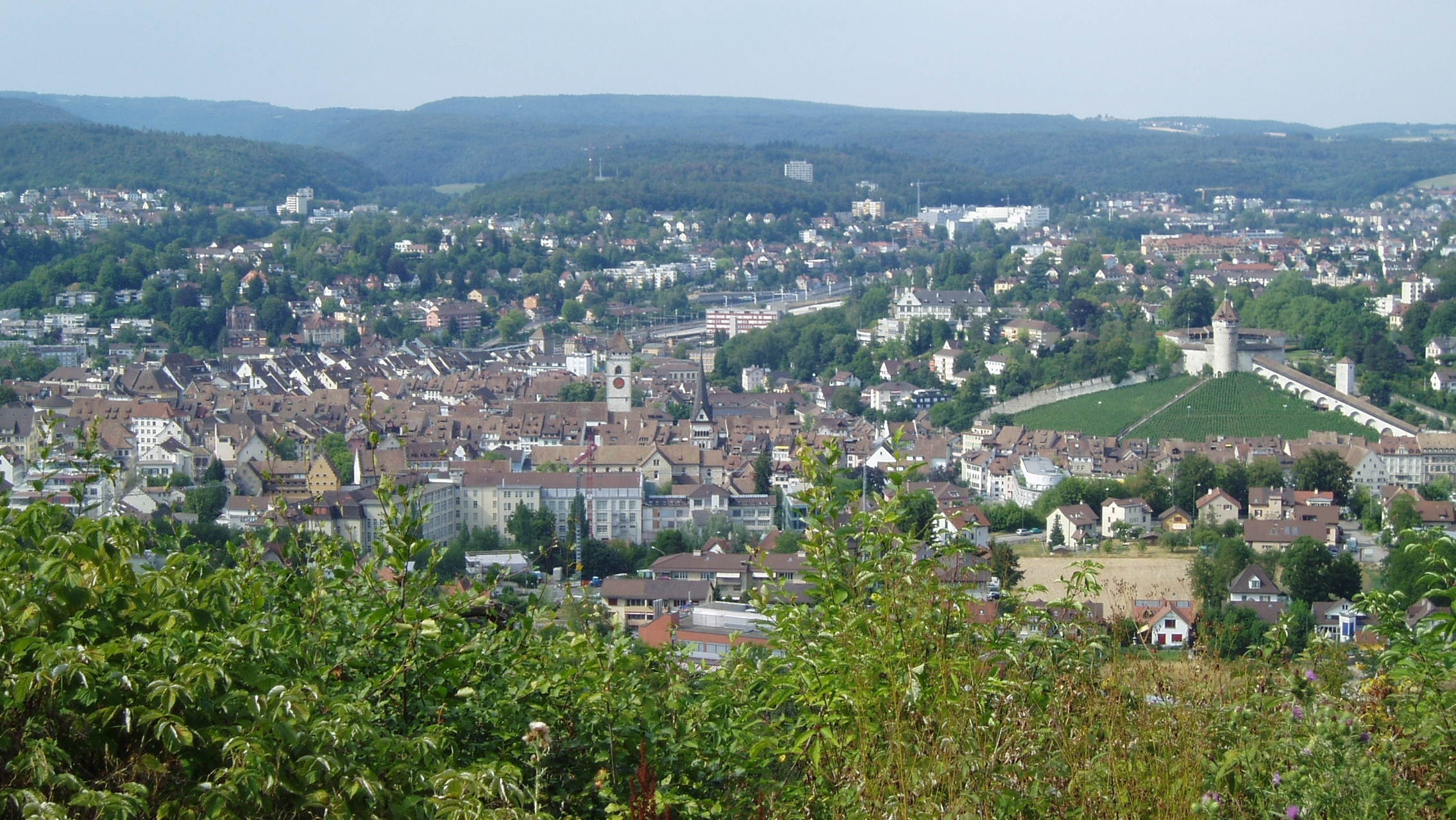
Panorama miasta